# Hàl
hàl（ハル、1979年3月17日 - ）は、日本の女性シンガーソングライター。本名（旧姓）：上坂 晴子（うえさか はるこ）。所属事務所はアロハプロダクション。

## 略歴
秋田県秋田市出身。血液型はA型。聖霊女子短期大学付属高等学校卒業。
1996年、シングル「Hitch Hike」でビクターエンタテインメントよりデビュー。以降、2000年までにアルバム4枚、ミニアルバム3枚、シングル9枚を発表。2001年の4枚目のアルバム『ブルー』以降、メジャーから姿を消し、その後はインディーズで活動を行う。
2000年から2003年までは、アルバム『ブルー』のレコーディングで知り合った山岡広司とMickyらと3人組バンドpeppermints kiss cafeを結成し、都内のライブハウスにて活動した。2007年、シンガーソングライターの井出泰彰と共に2人組ユニット「イデハル」を結成し、活動中。
2009年11月1日、自らのブログで同年齢の会社員との結婚（入籍）を発表した。同年12月6日に結婚式を挙げたこともブログ上で報告している。
ブログなどの更新は2012年を最後に停止しており、現在は活動が見られない。

## 作品
特に記述の無いものはビクターエンタテインメントより発売。

### シングル
1. Hitch Hike 〜to where I belong〜 (1996/7/24)
2. CUTE (1997/1/1)
3. color as beginning (1997/9/22)
4. もう青い鳥は飛ばない (1998/1/21)
5. ブルーレコード (1998/5/21)
6. 終わった恋の唄 (1998/11/21)
7. 優しい光 (1999/4/21)
8. オートバイ (2000/10/4)
9. カフェ☆レーサー (2001/2/21)

### ミニアルバム
1. Another side of Life (1996/11/21)
2. all kinds of crayon (1997/10/22)
3. 低温火傷 (2000/5/24)

### アルバム
1. way of my attitude (1997/3/21)
2. ラブレター (1998/3/21)
3. 二十歳のころ (1999/5/21)
4. ブルー (2001/3/23)
5. self selection (2009/9/9) 配信限定。自身によるセレクションアルバム。
6. ゴールデン☆ベスト (2009/9/16) ベストアルバム。「self selection」とは収録曲が異なる。

### 自主制作音源
- LOVE LOVE DARLIN' (2004/1/24) ※hàl & WATANABABY名義で発表された2曲入りMD
- 赤い誘惑 (2004/06/13) ※1曲入りMD
- 君がくれた時間／stay (2006/07/26) ※2曲入りCD-R
上記の自主制作音源はすべてライブ会場限定発売（現在では入手不可）。上記の音源以外にも、peppermints kiss cafe名義でのCD-Rや、イデハル名義でのCD-Rも存在する。

### 作詞
テレビアニメ『マクロスF』（2008年）
シェリル・ノーム starring May'n
- ダイアモンド クレバス
- 射手座☆午後九時 Don't be late （佐藤大、Gabriela Robin、マイクスギヤマとの共作）
- Welcome To The FanClub's Night!
- What 'bout my star?

映画『劇場版マクロスF サヨナラノツバサ』（2011年）
シェリル・ノーム starring May'n & ランカ・リー=中島愛
- dシュディスタb

## ライブ

### 2007年
- 2007年1月19日 HIGH BRIDGE presents "Let's Go Camping! vol.3" @ 渋谷CAMP
セットリスト：1.stay 2.君がくれた時間 3.FREEDOM 4.SPACE NEEDLE 5.月 6.Let It Be (Beatlesのカバー) 7.笑う太陽
対バン：コモエスタ、小山晶代、8bit
- 2007年2月28日 essence.25 @ 恵比寿天窓.switch
セットリスト：1.NORMAN 2.夢も見なくて 3.19 4.weathers 5.SPACE NEEDLE 6.Let It Be (Beatlesのカバー) 7.遠い日の記憶
対バン：大津美紀、上間善一郎
- 2007年9月11日 Slow Jam @ 渋谷SPUMA
セットリスト：1.無感覚サイボーグ 2.trampoline 3.weathers 4.stay 5.pain 6.Answer 7.ララララ
対バン：Free cube、籾山タカヒロ
- 2007年11月4日 Sunday Living @ 渋谷SPUMA
セットリスト：1.Drive 2.jet lag. 3.月 4.Always You 5.君がくれた時間 6.もう青い鳥は飛ばない
対バン：畑中摩美、ナナイローズ

### 2008年
- 2008年1月5日 新春艶姿'08 Special 3days @ 赤坂GRAFFITI
セットリスト：1.優しい光 2.trampoline 3.19 4.stay 5.Freedom 6.weathers 7.color as beginning
対バン：しほり、ありましの、シミズリエ
- 2008年2月6日 ナナカイアワー @ 渋谷7th FLOOR
セットリスト：1.無感覚サイボーグ 2.終わった恋の唄 3.jet lag. 4.月 5.もう青い鳥は飛ばない 6.笑う太陽
対バン：the ROCOS、木下直子
- 2008年2月21日 slow musica @ 渋谷SPUMA
セットリスト：1.Drive 2.Don't wanna get away 3.温度 4.優しい光 5.遠い日の記憶 6.ララララ 7.もう青い鳥は飛ばない
対バン：畑中摩美、ari
- 2008年5月18日 essence.53 @ 恵比寿天窓.switch
セットリスト：1.CLICHES 2.Don't wanna get away 3.赤い誘惑 4.sweet cigarette 5.stay 6.Drive 7.もう青い鳥は飛ばない 8.望遠鏡の向こう側で
対バン：とちもとくみこ、大垣知哉

## 出演

### CM
- NTTDoCoMo ポケットベル秋田地区（1996年）
- エルセーヌ（1996年）
- 日総工産（1996年）
- 東北日本道路公団（1997年）
- 日清『ラ王』（1998年）
- TOYOTA『GOA』（ゴア）（1998年）※ナレーション
- タワーレコード『NO MUSIC, NO LIFE』（1998年）※ラジオCM
- 任天堂『瞬感パズループ』（2006年）※ナレーション

### テレビ（レギュラー）
- Suger Pop（1996年、スペースシャワーTV）
- WEEKEND JOY（1997年、NHK BS-2）
- On・On・On（1998年、東海テレビ）

### ラジオ（レギュラー）
- hàl INNER SPACE（1996年、NACK 5他）
- スパイラル・ジェネレーション（1996年、FM秋田）
- hàl; way of my attitude（1997年、K-MIX）
- TOWER STREET RADIO（1997年 - 1998年、TOKYO FM）
- サウンドパララックス（1997年 - 2000年、Date fm）

### 映画
- スリ（2000年）
- それでもボクはやってない（2007年）

### ドラマ
- 世にも奇妙な物語 春の特別編 15周年記念スペシャル（2006年）
- サプリ（2006年）
- 潜入刑事 らんぼう2（2007年）
- 東京タワー オカンとボクと、時々、オトン（2007年）
- 山おんな壁おんな（2007年）
- ガリレオ（2007年）
- 婚カツ!（2009年）

### 雑誌連載
- Zipper (1996年、祥伝社） - モデル
- WHAT's IN? (1997年、ソニー・マガジンズ) - 「way of my attitude」
- CHEEK（1998年 - 1999年、名古屋流行発信） -  hàlの「こだわりの店」へなちょこコラム